# Бомбардировка Неаполя во время Второй мировой войны
Из всех итальянских городов Неаполь наиболее часто подвергался бомбардировкам во время Второй мировой войны.
В период между 1940 и 1944 годами союзниками было совершено около 200 авианалётов на Неаполь, из которых 180 совершены в 1943 году. Численность жертв среди мирных жителей варьируется от 20 000 до 25 000 человек. Основными целями для бомбардировок в Неаполе были портовые и железнодорожные объекты, а также промышленные, в основном нефтеперерабатывающие, заводы в восточной части города, и крупная промышленная зона в западной части города.
Самая крупная бомбардировка произошла 4 августа 1943 года, когда 400 самолётов B-17 из Северной Африки направились к Неаполю для уничтожения базы подводных лодок, но фактически разбомбили не базу, а сам город. Были разрушены одна католическая церковь и больница, а также нанесены повреждения многим кораблям в гавани.